# Lăzărești (gmina Moșoaia)
Lăzărești – wieś w Rumunii, w okręgu Ardżesz, w gminie Moșoaia. W 2011 roku liczyła 209 mieszkańców.